# Заречное (Кабардино-Балкария)
Заре́чное — село в Прохладненском районе Кабардино-Балкарской Республики. Административный центр муниципального образования «Сельское поселение Заречное».

## География
Селение расположено в северо-западной части Прохладненского района, на правом берегу реки Подкурок. Находится в 27 км к северо-западу от районного центра Прохладный и 75 км к северо-востоку от города Нальчик.
Граничит с землями населённых пунктов: Придорожное Прогресс на востоке, Солдатская на юге, а также с землями Кировского района Ставропольского края на западе и севере.
Населённый пункт расположен на наклонной Кабардинской равнине, в равнинной зоне республики. Средние высоты на территории села составляют 285 метров над уровнем моря. Рельеф местности представляет собой в основном слабо-пересечённую территорию, с общим уклоном с запада на восток и без резких колебаний относительных высот. На северо-западе, равнина резко понижается к реке Подкурок. Многочисленные неглубокие удлинённые понижения направленные с запада на восток, придают равнине слабо-волнистую поверхность. Кроме того имеются различные курганные возвышенности.
Гидрографическая сеть представлены в основном рекой Подкурок, протекающей к западу от села. Через центр села проходит магистральный канал Малка-Кура, а на севере тянется Правобережный канал. К востоку от села расположены запруднённые озёра.
Климат влажный умеренный. Среднегодовая температура воздуха положительная и составляет около +10,5°С. Средняя температура воздуха в июле достигает +23,0°С. Средняя температура января составляет около -2,5°С. Среднегодовое количество осадков составляет около 550 мм. В конце лета возможны суховеи, дующие со стороны Прикаспийской низменности.

## История
Селение Заречное основано в 1965 году на базе 1-го отделения зерносовхоза «Прималкинский».
С 1970 по 1992 года посёлок являлся административным центром Заречного сельсовета. Затем передан в состав преобразованной Красносельской сельской администрации.
С декабря 1997 года село административный центр вновь восстановленной Заречной сельской администрации (ныне сельское поселение Заречное).

## Население
| 2002 | 2010 | 2021 |
| ---- | ---- | ---- |
| 998  | ↘962 | ↗996 |

Национальный состав
По данным Всероссийской переписи населения 2002 года, 62 % населения села составляли русские.
По данным Всероссийской переписи населения 2021 года:
| Народ               | Численность, чел. | Доля от всего населения, % |
| ------------------- | ----------------- | -------------------------- |
| русские             | 583               | 58,53 %                    |
| балкарцы            | 265               | 26,61 %                    |
| кабардинцы          | 101               | 10,14 %                    |
| другие / не указано | 47                | 4,72 %                     |
| всего               | 996               | 100,0 %                    |

Половозрастной состав
По данным Всероссийской переписи населения 2010 года:
| Возраст     | Мужчины, чел. | Женщины, чел. | Общая численность, чел. | Доля от всего населения, % |
| ----------- | ------------- | ------------- | ----------------------- | -------------------------- |
| 0 — 14 лет  | 83            | 92            | 175                     | 18,2 %                     |
| 15 — 59 лет | 301           | 339           | 640                     | 66,5 %                     |
| от 60 лет   | 65            | 82            | 147                     | 15,3 %                     |
| Всего       | 449           | 513           | 962                     | 100,0 %                    |

Мужчины — 449 чел. (46,7 %). Женщины — 513 чел. (53,3 %).
Средний возраст населения — 37,1 лет. Медианный возраст населения — 36,6 лет.
Средний возраст мужчин — 36,3 лет. Медианный возраст мужчин — 34,6 лет.
Средний возраст женщин — 37,7 лет. Медианный возраст женщин — 38,3 лет.

## Образование
- МКОУ Средняя общеобразовательная школа — ул. Зелёная, 15.
- МКДОУ Начальная школа Детский сад «Ручеёк» — ул. Транспортная, 5.

## Здравоохранение
- Участковая больница — ул. Зелёная, 85.

## Культура
- МКУК Культурно-досуговый центр сельского поселения Заречное — ул. Зелёная, 40.

## Улицы
На территории села зарегистрировано 10 улиц:

| Заречная   |
| Зелёная    |
| Молодёжная |
| Садовая    |

| Северная     |
| Строительная |
| Транспортная |

| Центральная |
| Школьная    |
| Юбилейная   |